# أبريل ووكر
أبريل ووكر (بالإنجليزية: April Walker)‏ هي ممثلة بريطانية، ولدت في 1941.

## وصلات خارجية
- أبريل ووكر على موقع IMDb (الإنجليزية)
- أبريل ووكر على موقع ميوزك برينز (الإنجليزية)
- أبريل ووكر على موقع قاعدة بيانات الفيلم (الإنجليزية)